# Tony Azevedo
Anthony Lawrence Azevedo, né le 21 novembre 1981 à Rio de Janeiro au Brésil, est un poloïste américain évoluant au poste de défenseur au sein du New York Athletic Club. Il est actuellement le capitaine de l'équipe des États-Unis.

## Palmarès

### En sélection
- États-Unis
  - Jeux olympiques :
    - Médaillé d'argent : 2008.

  - Ligue mondiale :
    - Finaliste : 2016.
    - Troisième : 2003.

  - Jeux panaméricains :
    - Vainqueur : 2011.